# Oak Grove (comté de Pierce, Wisconsin)
Pour les articles homonymes, voir Oak Grove.
Oak Grove est une ville du comté de Pierce, dans l’État du Wisconsin.
Sa population était de 2 150 habitants en 2010.

## Géographie
Selon le Bureau du recensement des États-Unis, la ville a une superficie totale de 39,8 miles carrés (103,1 km2), dont 39,3 miles carrés (101,7 km2) de terre et 0,5 mile carré (1,4 km2) (1,33%) d'eau et est située à 312 m au-dessus du niveau de la mer.

## Données démographiques
Lors du recensement de 2010, 2 150 personnes, 722 ménages et 610 familles résidaient dans la ville. La densité de population était de 54,7 habitants par mile carré (21,1/km2). Il y avait 761 unités de logement à une densité moyenne de 19,4 par mile carré (7,5/km2). La composition raciale de la ville était la suivante : 97,72 % de Blancs, 0,14 % d'Afro-américains, 0,19 % d'Amérindiens, 0,60 % d'Asiatiques, 0,60 % d'autres races et 0,74 % de personnes appartenant à deux races ou plus. Les Hispaniques ou Latinos de toute race représentaient 1,63 % de la population.
Il y avait 722 ménages, dont 39,5% avaient des enfants de moins de 18 ans vivant avec eux, 77,1% étaient des couples mariés vivant ensemble, 3,3% avaient une femme au foyer sans mari, et 15,5% n'étaient pas des familles. 11,1% des ménages étaient composés d'individus, et 3,0% étaient composés d'une personne vivant seule et âgée de 65 ans ou plus. La taille moyenne des ménages était de 2,98 et celle des familles de 3,23.
Dans la ville, la population était répartie, avec 29,9% de moins de 18 ans, 5,0% de 18 à 24 ans, 25,4% de 25 à 44 ans, 32,0% de 45 à 64 ans, et 7,7% de 65 ans ou plus. L'âge médian était de 39,6 ans. Pour 100 femmes, il y avait 108,5 hommes. Pour 100 femmes âgées de 18 ans et plus, il y avait 107,3 hommes.
Le revenu médian d'un ménage de la ville était de 91 859 $ et celui d'une famille de 94 625 $. Les hommes avaient un revenu médian de 57 132 $ contre 44 674 $ pour les femmes. Le revenu par habitant de la ville était de 35 374 $. Environ 1,9 % des familles et 2,4 % de la population se situaient sous le seuil de pauvreté, dont 4,4 % des moins de 18 ans et 0,0 % des 65 ans et plus.

## Personnalité notable
Solanus Casey, prêtre catholique romain, béatifié par le pape François, est né dans une ferme près d'Oak Grove.